# Nomisma

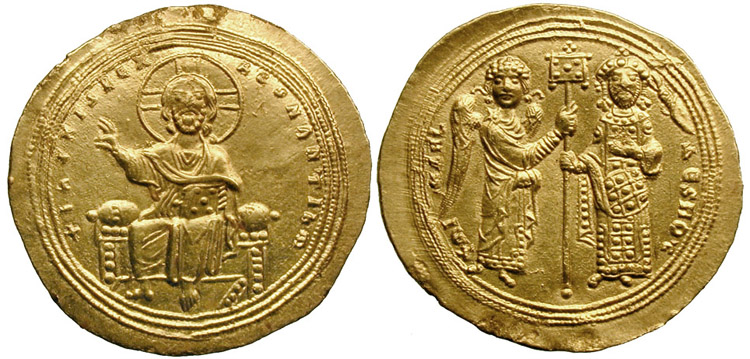
nomisma de Miquel V

El nomisma era una moneda de oro, heredera del sólido, acuñada en el Imperio Bizantino hasta la reforma monetaria de Alejo I Comneno de 1092. Fue de curso legal también en Roma. Fue el nombre de moneda más fuerte del imperio. Su nombre dio origen a la palabra numismática. 

## Las devaluaciones del nomisma, de mediados de s.X al s.XI
La primera reforma monetaria que afectó al nomisma tuvo lugar durante el reinado de Nicéforo II (963-969): el peso de la pieza pasó de 4,5 gramos de oro a 4,13 gramos y el diámetro de 20 a 18,5 milímetros. La nueva pieza se denominó nomisma tetarteron (νόμισμα τεταρτηρόν, «cuarta parte»). El anterior nomisma (4,5 gramos) tomó entonces el nombre de nomisma histamenon (νόμισμα ἱστάμενον, «moneda estándar», derivado del griego ἱστός, istos, «capa delgada»). El motivo por esta reforma monetaria ha sido tema de debate: quizás se trataba de facilitar el comercio con los árabes, los cuales usaban el dinar una moneda de peso parecido a la histamenon. Según la historiadora Cecile Morrisson, la creación de una moneda de menor valor es señal de una expansión en los intercambios comerciales. El antiguo cronista Juan Zonaras, explicaba que se hizo para aumentar los ingresos a las arcas del Estado, puesto que mientras las tasas se tenían que pagar empleando la histamenon, los pagos del Estado se hacían empleando el tetarteron, que oficialmente eran monedas equivalentes.
El valor de un nomisma llega a ser constante hasta Constantino IX (1042-1055). Durante el reinado de este emperador el valor pasó del 93% al 81% y el del tetarteron del 93% al 72%, cosa que corresponde a una devaluación del 1% por año durante todo su reinado. El motivo todavía no ha quedado aclarado, según el cronista Miguel Psellos el Joven, para el cual el origen de la devaluación fue la mala gestión del tesoro imperial por parte de Constantino. Pero según los historiadores actuales, la idea fue aumentar la oferta de dinero para satisfacer las necesidades del Estado.
Un segundo episodio de fuerte devaluación tuvo lugar bajo los emperadores Romano IV Diógenes (1067-1071) y Nicéforo III Botaniates (1078-1081): la moneda pasó entonces a tener tan poca cantidad de oro que tenía color blanco en lugar de dorado. Pero esta vez surgió por una necesidad impuesta por un contexto difícil: se había perdido una gran parte del territorio en la Asia Menor, las incursiones de los turcos y los normandos incitaron a los bizantinos a esconder sus tesoros, mientras que el estado buscaba con qué pagar los mercenarios y deudas de guerra. Como narran en sus crónicas Nicéforo Brienio y Ana Comneno, las arcas del estado estaban vacías, y de ahí surgió la necesidad de reducir el porcentaje de oro en las monedas.
Inicialmente, las dos monedas de nomisma (histamenon y tetrarteron) eran indistingibles, salvo por su peso. Fue durante el reinado de Basilio II (r. 976–1025) que el tetarteron se empezó a acuñar con una forma más gruesa y menuda, mientras que la histamenon se hizo con una forma más fina y de diámetro más grande. A partir del reinado de Constantino VIII (r. 1025–1028), se pudieron diferenciar también por tener imágenes diferentes. Hacia mediados de siglo XI, el tetarteron medía 18 mm de diámetro y su peso parece que se había estabilizado en 3,98 gramos, tres quilates de pureza menos que la histamenon, que entonces medía 25 mm de diámetro (a diferencia del original sólido de 20 mm) y había adquirido una forma ligeramente cóncava (scyphate). Pero a partir de Miguel IV (r. 1034–1041), que procedía de una familia de banqueros de mala reputación, el contenido de oro fue bajando. Después de un periodo de relativa estabilidad (1055–1070), el porcentaje de oro que contenían los nomismas bajó dramáticamente hasta entrar en un periodo de crisis entre el 1070 y el 1080.

## La reforma monetaria de Alejo I

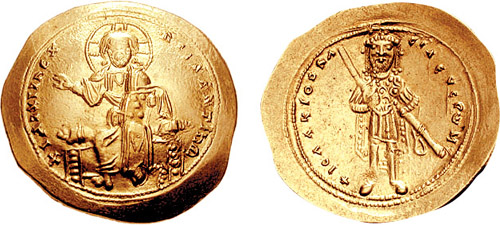
En esta fotografía se puede apreciar la forma cóncava (scyphate) de un histamenon del emperador Isaac I Comneno (r. 1057–1059).

A partir del 1092, el sistema monetario bizantino se renovó totalmente y el nomisma fue sustituido por otra moneda de oro, el hiperpiron  (ὑπέρπυρον,«muy refinado») de 4,48 gramos. Pero el término «nomisma» se usó todavía, como palabra equivalente a moneda de oro, tuviera el valor que tuviera.
El hiperpiron también recibió el nombre de besant (de oro), que es la abreviación del latín Byzantius nummus, es decir «moneda de Bizancio». Equivalía a 5 ducados o 20 de los anteriores nomismas, ya que el valor de las piezas podía diferir en Chipre y a otros lugares del Mediterráneo.